# Cariani

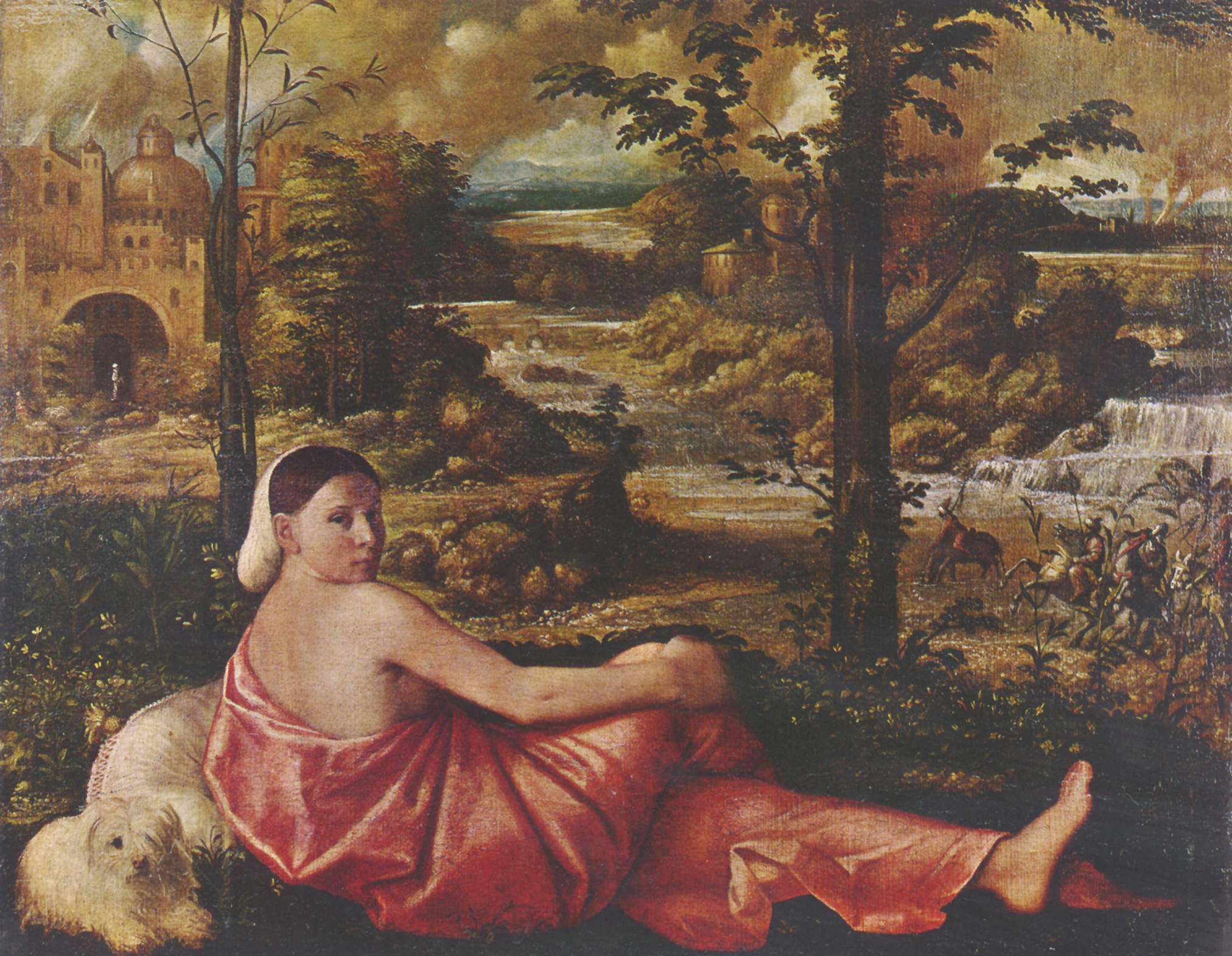
Dama recostada con paisaje, Gemäldegalerie de Berlín.

Retrato de dos jóvenes, Museo del Louvre, París.

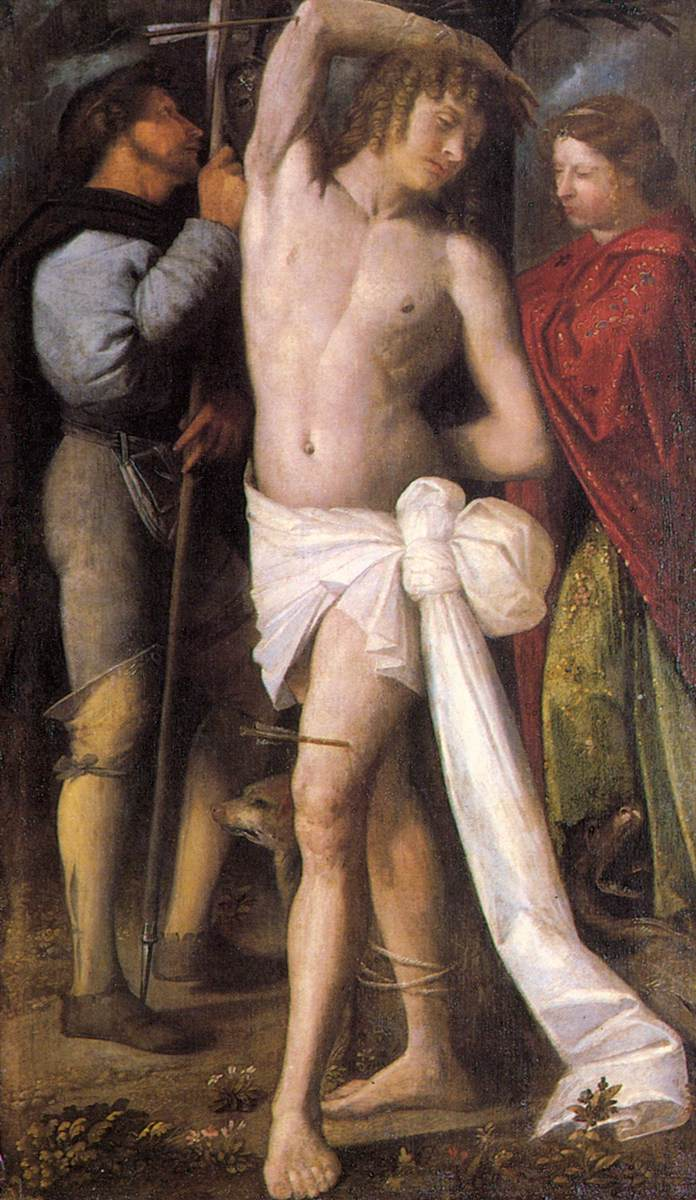
San Sebastián entre San Roque y Santa Margarita, Musée des Beaux-Arts, Marsella.

Giovanni Busi, más conocido como Cariani (¿San Giovanni Bianco, 1490 - Venecia, 1547), fue un pintor italiano activo en Venecia durante el Renacimiento.

## Biografía
La fecha y el lugar exacto de su nacimiento nos son desconocidos, aunque parece que era bergamasco. Le encontramos ya en Venecia en 1509, aunque entre 1518 y 1524 le encontramos trabajando en Bérgamo. El resto de su vida lo pasó en la capital véneta.
Fue un pintor de talante conservador, muy apegado a la tradición del Quattrocento más que a los nuevos gustos que empezaban a imponerse en el arte veneciano. En sus primeros pasos podemos relacionar su estilo con el del Giovanni Bellini tardío o el del primer Palma el Viejo, bajo la influencia estilística de Carpaccio. 
Si bien es cierto que sintió un cierto interés por el arte de Giorgione y el joven Tiziano, las novedades que incorpora a sus obras son secundarias, imperando en ellas un fuerte realismo arcaico, que nos remite al arte lombardo del siglo anterior. También se dejó influenciar por Lorenzo Lotto (Retablo de San Gotardo), pero sin llegar a conseguir totalmente el mismo efecto de unidad visual.
A su vuelta de Bérgamo, Cariani firmó una serie de obras que consiguen acercarle al arte veneciano contempóraneo. A través del ejemplo de Palma y Tiziano se integra en la corriente que éstos lideraban, consiguiendo una nueva calidez y emocionalidad en su pintura, pero perdiendo parte de su estilo característico.
Hacia 1540 abandona parcialmente el tizianismo, incorporando alguna de las novedades aportadas por Lotto y Pordenone al arte veneciano. Su última obra es de gran calidad, pero con una menor energía que en su juventud. A estas alturas ya se hallaba totalmente integrado en el estilo veneciano típico de su tiempo.

## Obras destacadas
- Virgen con el Niño, santos y donantes (1514, Colección privada, Bérgamo)
- Retrato de un joven (1514-1516, Staatliche Museen, Berlín)
- Seducción (1515-1516, Museo del Hermitage, San Petersburgo)
- Adoración de los Pastores (1515-1517, Royal Collection, Londres)
- Retrato de un caballero de la familia Medolago (1518, Philbrook Museum of Art, Tulsa)
- Concierto (1518-1520, National Gallery de Washington)
- Camino del Calvario (1519, Pinacoteca Ambrosiana, Milán)
- Retrato de la Familia Albani (1519, Colección privada)
- Retrato de hombre con perro (c. 1520, National Gallery, Washington)
- Retrato de Francesco Albani (c. 1520, National Gallery de Londres)
- Resurrección con dos donantes (1520, Col. Gerli, Milán)
- Adoración de los Pastores (1520, Staatliche Museen, Berlín)
- Retrato de un astrónomo (1520, Staatliche Museen, Berlín)
- Retrato de Giovan Antonio Caravaggi (1520-1530, National Gallery of Canada, Ottawa)
- Retablo de San Gotardo (1523, Pinacoteca di Brera, Milán)
- Camino del Calvario (h. 1523, Pinacoteca Ambrosiana, Milán)
- Camino del Calvario con la Verónica (1523-1525, Pinacoteca Tosio Martinengo, Brescia)
- Sacra Conversación (1524-1530, Galleria Nazionale d'Arte Antica, Roma)
- Madonna Cucitrice (1525-28, Galleria Nazionale d'Arte Antica, Roma)
- Retrato de caballero con cadena de oro (1525-1530, North Carolina Museum of Art, Raleigh)
- Invención de la Vera Cruz (1530, Accademia de Bergamo)
- Venus con paisaje (1530-1535, Royal Collection, Londres)
- Amantes en un paisaje (Palazzo Venezia, Roma)
- San Sebastián entre los santos Roque y Margarita (Musée des Beaux-Arts, Marsella)
- Concierto (h. 1530, Accademia Carrara, Bérgamo)
- Virgen con San Francisco y San Jerónimo (Col. Frizzoni-Salis, Bérgamo)
- Sacra Conversazione con joven donante (1540, National Gallery de Londres)